# Tillandsia tillii
Tillandsia tillii là một loài thuộc chi Tillandsia. Đây là loài đặc hữu của México.